# Sphaerochaeta coccoides

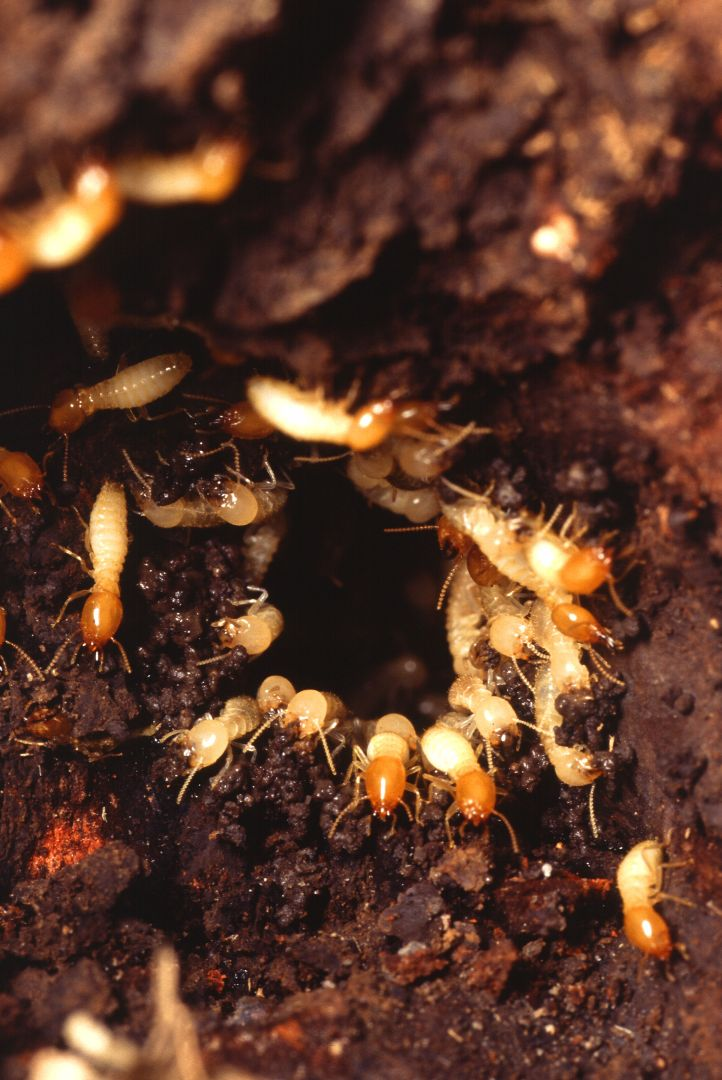
Termiten beim Holzabbau

Sphaerochaeta coccoides (bis 2012 als Spirochaeta coccoides bezeichnet) ist ein Bakterium aus der Gruppe der Spirochäten. Es lebt als Symbiont im Darm von Termiten. Im Gegensatz zu den meisten anderen Arten der Spirochäten, die ein korkenzieherähnliches Aussehen haben und sich aktiv bewegen, ist Sphaerochaeta coccoides kugelförmig (kokkenförmig) und unbeweglich. 
Der Symbiont Sphaerochaeta coccoides wurde im Darm der amerikanischen Termite Neotermes castaneus gefunden. Er unterstützt durch seinen ungewöhnlichen Stoffwechsel seinen Wirt bei der Aufgabe des Holzabbaus. Das Bakterium verwertet aus dem Holzabbau für sich selbst vor allem Mehrfach- und Zweifachzucker, sogenannte Oligo- und Disaccharide. Die daraus gebildete Essigsäure wird danach von der Termite aufgenommen und verwertet.  
Wissenschaftler der Johannes Gutenberg-Universität in Mainz haben das Bakterium entdeckt und beschrieben. Bisher war von anderen Darmspirochäten bekannt, dass sie die Remineralisierung des molekularen Stickstoffs der Luft oder die Bildung von Essigsäure aus Kohlendioxid und Wasserstoff betreiben können. Durch die Entdeckung und Kultivierung dieses Bakteriums wurde nachgewiesen, dass Darmspirochäten auch direkt am mehrstufigen Holzabbau beteiligt sein können.